# Az Amerikai Egyesült Államok elektori kollégiumának összetétele 2016-ban
Ez a lista a 2016-os amerikai elnökválasztáson megválasztásra kerülő elektori kollégium jelöltjeit, illetve megválasztott tagjait tartalmazza. Az elektori kollégium 538 választott tagból áll, akiket az 50 állam és Washington DC delegál. Az elektori kollégium feladata, hogy megválassza az amerikai elnököt és alelnököt. Az elektori kollégium soha nem ülésezik együtt, szavazataikat az adott állam székhelyén a választást követő december harmadik hétfőjén adják le. Szavazatuk elvben kötött, de ha egy elektor úgy dönt, a legtöbb államban eltérhet a választók döntésétől.
Az elektorokat (Maine kivételével) az nyeri, aki az adott államban a többséget nyeri el (a győztes mindent visz). Ezeket az elektorokat kiemeltük.

## Alabama
Elektorok száma: 9

### Republikánus Párt
- (Állam szinten) Perry O. Hooper Jr. - Pike Road[5]
- (Állam szinten) Grady H. Thornton - Birmingham
- (1. körzet) Frank Burt Jr. - Bay Minette
- (2. körzet) Will B. Sellers - Montgomery
- (3. körzet) James Eldon Wilson - Montgomery
- (4. körzet) Tim Wadsworth - Arley
- (5. körzet) J. Elbert Peters - Huntsville
- (6. körzet) Mary Sue McClurkin - Indian Springs
- (7. körzet) Robert A. Cusanelli - Carrollton

### Demokrata Párt
- Valvier Bright - Montgomery[6]
- Kathy McShan - Montgomery
- Clint Daughtrey - Montgomery
- Janet May - Montgomery
- Randy Kelley - Gadsden
- Unzell Kelley - Kellyton
- Joe L. Reed - Montgomery
- Darryl Sinkfield - Montgomery
- Nancy Worley - Montgomery

## Alaszka
Elektorok száma: 3

### Alkotmány Párt
- Pamela Goode, Delta Junction AK
- J. R. Myers, Soldotna AK
- James Squyres, Delta Junction AK

### Demokrata Párt
- June Degnan, Juneau AK
- D´Arcy Hutchings, Anchorage AK
- Victor Fischer, Anchorage AK

### Zöld Párt
- Judith Moss, Anchorage AK
- William Bartee, Anchorage AK
- Soren Wuerth, Girdwood, AK

### Libertárius Párt
- Cean Stevens, Anchorage AK
- Randy Stevens, Anchorage AK
- Terrence Shannigan, Anchorage AK

### Republikánus Párt
- Sean Parnell, Palmer AK
- Jacqueline Tupou, Juneau AK
- Carolyn Leman, Anchorage AK

### Egyéb - De La Fuente
- Arenza Thigpen Jr., Anchorage AK
- Erin Robertson, Anchorage AK
- Gregory Lee, Anchorage AK

## Arizona
Elektorok száma: 11

### Republikánus Párt
- J. Foster Morgan - Glendale[8][9]
- Walter Begay Jr. - Kayenta
- Bruce Ash - Tucson
- Sharon Giese - Mesa
- James O’Connor - Scottsdale
- Jerry Hayden - Scottsdale
- Robert Graham - Phoenix
- Edward Robson - Phoenix
- Carole Joyce - Phoenix
- Alberto Gutier - Phoenix
- Jane Pierpoint Lynch - Phoenix

### Demokrata Párt
- Delia Carlyle[9]
- Gabrielle Giffords
- Pamela Grissom
- Luis A. Heredia
- Roberto Reveles
- Bill Roe
- Naomi O. Story
- Alexis Tameron
- LaVern Tarkington
- Corey Woods
- Peterson Zah

### Libertárius Párt
- Ruth E. Bennett[9]
- Micah Black
- Joe Michael Cobb
- Zhani Doko
- Ernest Hancock
- Michael Kielsky
- Frank Sarwark
- Nicholas Sarwark
- Warren Severin
- Mike Shipley
- Chad Wolett

### Zöld Párt
- Celeste M. Castorena[9]
- Angela Dixon
- Betty Dixon
- Theresa Gallagher
- Antonio Macias
- Linda Macias
- Elisa Maria Olea
- Richard Scott
- Angel Torres
- Geneva Warner

## Arkansas
Elektorok száma: 6

### Jim Hedges elektorai
- Tasha A Tidwell - North Little Rock[10]
- Tonya Page - Little Rock
- Anita G. McKinzie - Little Rock
- LaDana francois - Little Rock
- Cynthia Ivy - Crossett
- Randy J. Ivy - Crossett

### Better for America Party
- (4. körzet) Jerry Nathan Bell - Mena[11]
- (3. körzet) Jennifer Fournier - Farmington
- (1. körzet) Russell Carter - Jonesboro
- (Állam szinten) Lizz Bennett - Bentonville
- (2. körzet) Dr. Reid Thomas - Searcy
- (Állam szinten) Janae Robinson - Bentonville

### Demokrata Párt
- (Állam szinten) Shelia Bronfman - Little Rock[12]
- (1. körzet) The Hon. Jimmie Lou Fisher - Paragould
- (4. körzet) Rep. Vivian Flowers - Pine Bluff
- (3. körzet) Denise Garner - Fayetteville
- (2. körzet) Judge Barry Hyde - North Little Rock
- (Állam szinten) The Hon. Lottle Shackelford - Little Rock

### Alkotmány Párt
- (1. körzet) Tom Mayfield - Fayetteville[13]
- (2. körzet) Sara Mayfield - Fayetteville
- (3. körzet) Randall L. Moll - Gentry
- (4. körzet) Yolanda S. Moll - Gentry
- (Állam szinten) Mark Moore - Pea Ridge
- (Állam szinten) Craig Middlebrood - Elkins

### Lynn S. Khan és Kathleen Monahan elektorai
- (Állam szinten) Lawrence Curtis Bandy - Little Rock[14]
- (Állam szinten) David L. Spurr - Bryant
- (1. körzet) Tamesia Warren - Jonesboro
- (2. körzet) Cynthia Franke Bandy - Little Rock
- (3. körzet) Julia Lagun - Bentonville
- (4. körzet) Kenneth B. Smith - Ashdown

### Republikánus Párt
- Jonathan Barnett[15]
- Jonelle Fulmer
- Keith Gibson
- Tommy Land
- John Nabholz
- Sharon R. Wright

### Libertárius Párt
- (1) Mitchell Clay - Pocahontas[16]
- (1-helyettes) Kristy West - Sulphur Rock
- (2) William Brackeen - Maumelle
- (2-helyettes) Stephen Wait - Little Rock
- (3) Melissa Woddall - Fort Smith
- (3-helyettes) David Pangrac - Van Buren
- (4) Judy Bowers - Hot Springs
- (4-helyettes) James Hood - White Hall
- (Állam szinten) Michael Pakko - Roland
- (Állam szinten) James Wodall - Fort Smith
- (Állam szinten-helyettes) John Bowers - Hot Springs
- (Állam szinten-helyettes) Justin Harper - North Little Rock

### Zöld Párt
- (1) Ken Adler - Batesville[17]
- (2) Mark Jenkins - Little Rock
- (3) Stephen Vallus - Fayetteville
- (4) Mark Swaney - Huntsville
- (Állam szinten) Josh Drake - Hot Springs
- (Állam szinten) Barbara Ward - Little Rock

## Kalifornia
Elektorok száma: 55

### Republikánus Párt
- Joel Anderson[18]
- Marilyn Barke
- Jennifer Beall
- Robert Bernosky
- Arun Bhumitra
- Jim Brulte
- Nachhattar Chandi
- Claire Chiara
- Tim Clark
- Greg Conlon
- Matthew Del Carlo
- Harmeet Dhillon
- Elizabeth Emken
- Jean Fuller
- Ted Gaines
- Ron Gold
- Lisa Grace-Kellogg
- Barbara Grimm Marshall
- Howard Hakes
- Diane Harkey
- Matthew Harmon
- Mark Herrick
- Tom Hudson
- Noel Irwin Hentschel
- Kenneth Kobrin
- Kevin Krick
- Jeff Lalloway
- Linda Lopez-Alvarez
- Robin Lowe
- Papa Doug Manchester
- Shirley Mark
- Chuck McDougald
- John Musella
- Ron Nehring
- Mike Osborn
- Douglas Ose
- John Peck
- Pete Petrovich
- Donna Porter
- Dennis Revell
- Scott Robertson
- Carla Sands
- Truong Si
- Robert Smittcamp
- Mike Spence
- Shawn Steel
- Mark Vafiades
- Marcelino Valdez
- Errol Valladares
- Cyndi Vanderhorst
- Megan Vincent
- Elissa Wadleigh
- Deborah Wilder
- Dave Willmon
- John Young

## Colorado
Elektorok száma: 9

### Demokrata Párt
- Micheal Baca - Denver[20]
- Terry Phillips - Louisville
- Mary Beth Corsentino - Pueblo
- Jerad Sutton - Greeley
- Robert Nemanich - Colorado Springs
- Amy Drayer - Greenwood Village
- Ann Knollman - Arvada
- Sen. Rollie Heath - Boulder
- Hon. Polly Baca - Denver

### Republikánus Párt
- Jim O'Dell - Brighton[21]
- Robert Blaha - Colorado Springs
- Laurel Imer - Wheat Ridge
- Edward Stephen Barlock - Denver
- Charlie McNeil - Greenwood Village
- Bill Cagle - Greenwood Village
- Pete Coors - Denver
- Steve House - Brighton
- Eileen Milzcik - Littleton

### Alkotmány Párt
- Donald LeSmith - Greeley[22]
- Teresa Lynn Aden - Fort Lupton
- Margaret Ann Smith
- Lynette K. Kilpatrick - LaSalle
- Gerald F. Kilpatrick - LaSalle
- Matthew D. Wilkinson - Evans
- Janice Stelmack - Greeley
- James Stelmack - Greeley
- Douglas Craig Aden - Fort Lupton

### Libertárius Párt
- Steven Gallant - Golden[23]
- Joseph Thompson
- Kevin Gulbranson - Aurora
- Michele Poague - Aurora
- Eva F. Kosinski - Louisville
- Kim Travendale - Broomfield
- Michael Stapleton
- Mike Spalding
- Ken Wyble

### Zöld Párt
- Michael D. Haughey - Westminster[24]
- Daniel K. Sage - Centennial
- Christopher Allen - Highlands Ranch
- Steven C. Schechter - Gunnison
- Tanya L. Ishikana - Federal Heights
- Robert A. Kinsay - Colorado Springs
- Eric B. Fried - Fort Collins
- Art Goodtimes - Norwood
- Bill Bartlett - Greeley

### American Delta Party
- Michelle Cunnigan Palmer[25]
- Vivian Young - Denver
- Jeffrey Cunnigan - Denver
- Dontarius Holomon
- Rodolph Rollerson - Denver
- Jeffrey Cunnigan - Denver
- Hasheem Jackson - Denver
- Rebekah Cunnigan - Centennial

### Approval Voting Party
- Paul Allen Tiger - Longmont[26]
- John P. Cardle - Westminster
- Diana Lee Cardle - Westminster
- Neal McBurnett - Boulder
- Travis Lee Nicks - Littleton
- Tatiana Nicks - Littleton
- Kelly Nicks - Littleton
- Gary Swing - Denver
- Vorahlyza Turing - Denver

### Szesztilalom Párt
- Amanda Williamson - Bayfield[27]

### Amerika Pártja
- Rosalinsa Lozano - Parker[28]
- Susan D. Sutherland - Thornton
- Donna Marie Ballentine - Westminster
- Robert Adolph Enyart - Arvada
- Dianah E. Waite - Pueblo West
- Darrell Devon Birkey - Lakewood
- Leslie J. Hanks - Centennial
- Amanda R. Hull - Parker
- Edwin Glenn Hanks - Aurora

## Connecticut
Elektorok száma: 7

### Republikánus Párt
- Pablo Soto, Menden[29]
- Patricia Longo, Norwalk
- Enzo Faienza, Cromwell
- Linda G. Failyt, Ashford
- Michael Garrett, Bridgeport
- Sweets Wilson, Hartford
- Steven R. Mullins, West Haven

### Demokrata Párt
- Barbara Gordon, West Hartford[30]
- Ellen Nurse, Hartford
- Edward Piazza, New Haven
- Tyisha Walker, New Haven
- Christopher Rosario, Bridgeport
- Robert Godfrey, Danbury
- Steven Jones, Tolland

## Delaware
Elektorok száma: 3

## Washington (főváros)
Elektorok száma: 3

## Florida
Elektorok száma: 29

### Republikánus Párt
- Tony Ledbetter[31]
- Pamela Bondi[32]
- Sharon Day
- Abe Aderibigbe[33]
- Larry Ahem
- Kristy Banks
- Michael Barnett
- LizBeth Benaquisto
- Robin Bernstein
- John Browning
- Dena DeCamp
- Nick DiCeglie
- Jeremy Evans
- John Falconetti
- Peter Feaman
- Kat Gates-Skipper
- Joe Gruters
- Debbie Hannifan
- Blaise Ingoglia
- Mike Moberley
- Susan Moore
- Joe Negron
- Clint Pate
- Ray Rodrigues
- Carlos Truijillo
- Robert Watkins
- Susie Wiles
- Christian Ziegler

### Demokrata Párt
- Pat Schroeder[34]
- Scott B. Arceneaux
- Ashley Walker
- David Richardson
- Alison Morano
- Raul Martinez, Sr.
- Allison Tant
- Ben Crump
- Lisa King
- Kendrick Meek
- Mia Jones
- Andrew Gillum
- Janet Cruz
- Chris Korge
- Nan Rich
- Ken Evans
- Lisa Lickstein
- Victor Curry
- Arthenia Joyner
- Clarence Anthony
- Sybrina Fulton
- Cedric McMinn
- Barbara Sharief
- Robert Julien
- Abigail Pollak
- Bob Buckhorn
- Viviana Janer
- Alex Heckler
- Susan McGrath

### Alkotmány Párt
- William R. Wayland[35]
- James A. Penna
- Lois A. McLain
- Louis J. Tart
- Alice Tart
- Brian Tortorelli
- Bob Bent
- Bernie De Castro
- Barbara R. Grimaldi
- Kent Nelson
- Richard Wilmot
- Jeannie Wilmot
- Wendell Beattie
- Andrew Ernest Reid
- Ani Kambur
- Timothy Richard Davis
- Barbara K. Dennington
- Donald Lock
- Samuel D. Mathis
- Joseph Marrero
- Phillip Davis Reese
- Roger Williams Woodruff
- Kimberly M. Parker
- Edleia De Olivera Custodio Santiago
- Richard E. Santella
- David C. Crowell
- Donald G. Arahood Jr.
- Charles Frederick Tobert
- Scott Walter Tolbert
- Scott Raymond Tolbert (helyettes)
- Steven William Tolbert (helyettes)
- Michael Lou Loesche (helyettes)

### Libertárius Párt
- Peter Joseph Blome[36]
- Char-Lez Bal Braden
- Michelle Suzanne Bryant
- Richard Alan Creamer
- Robert August Enright, III
- Zachary Phillip Garretson
- Shane W. George
- Susan George
- Suzanne Amy Gilmore
- Lawrence Gilbert Gough
- Elsa Miriam Grifoni
- Matthew Daniel Hasty
- Charles R. House
- Lynn Ann House
- Augustus Sol Invictus
- George Lebovitz
- Jessica L. Mears
- Anna Marie Morris
- James C. Morris
- Omar E. Recuero
- Ronald B. Rollins
- Clarence Anthony Sellers
- John Richard Thompson
- Donnie W. Torok, Jr.
- Joann Vaccarino
- Michael A. Vaccarino
- George Robert Whitfield
- John Russell Wood
- Gabriel Jude Wozniak

#### Helyettes
- Benjamin Bachrach
- Alison Marine Foxall
- Joe Ray Martin
- Steven Nekhaila
- Kevin James Oneill
- Susan Marine Stanley
- Matthew Charles-Fabrique Wild
- Beatrix Gertrud Wood

## Georgia
Elektorok száma: 16

## Hawaii
Elektorok száma: 4

### Hawaii Alkotmány Párt

#### Elektorok száma
- Aaron Moke Stephens
- Latesha Stephens
- Maika Woods
- Angela Woods

#### Első helyettes
- Aaron Moke Stephens
- Latesha Stephens
- Maika Woods
- Angela Woods

#### Második helyettes
- Wayne Frank
- Lilian Frank
- Brent Watson
- Shirley Watson

### Demokrata Párt

#### Elektorok száma
- John Bickel
- Janice Bond
- Marie (Dolly) Strazar
- David Mulinix

#### Első helyettes
- Kainoa Kaumeheiwa-Rego
- Eileen McKee
- Michael Golojuch Sr.
- Yvonne Lau

#### Második helyettes
- Carolyn Golojuch
- Julie Patten
- Michele Golojuch
- Leo Caries

### Zöld Párt

#### Elektorok száma
- Jeff Turner
- Nick Nikhilananda
- Elisabeth Green
- Julie Hedgecock-Jacobson

#### Első helyettes
- Robert Jacobson
- Mark VanDoren
- Renee Ing
- James Brewer

#### Második helyettes
- Ruth Larkin
- Jack Acree
- Barbara Bell
- Michael David Virtue

### Libertárius Párt

#### Elektorok száma
- Donald Johnston
- Lawrence R. Bartley
- Timothy Lucey
- Lane Yoder

#### Első helyettes
- Tracy Ryan
- Dougls Beijer
- Harendra Panalal
- Patric R. Brock

#### Második helyettes
- Philip Heath
- Eric Weinert
- Kenneth Schoolland
- Peter Martin

### Republikánus Párt

#### Elektorok száma
- Nathan Paikai
- David Yonan
- Janice M. Hellreich
- Gene Ward

#### Első helyettes
- Warner Sutton
- Allen Frenzel
- Lorraine Shin
- Cindy Sue Clark

#### Második helyettes
- Mary Smart
- David Ross
- Robert Hickling
- Boyd Ready

## Idaho
Elektorok száma: 4

### Darrell L. Castle (független)
- Rebecca Pihlajisto
- Paul Venable
- Jenny Ray
- Susan Venable

### Demokrata Párt
- Diane Bilyeu
- Jeanne Buell
- Wendy Jaquet
- Larry LaRocco

### Alkotmány Párt
- David W. Hartigan
- Floyd W. Whitley
- Scott E. Hensler
- Raymond J. Writz

### Rocky De La Fuente (független)
- James Drennon
- Rachel Hall
- Carol Engle
- Shawn Pene

### Libertárius Párt
- Mikel Hautzinger
- Cathy Smith
- Rob Oates
- Dwight Zitek

### Evan McMullin (független)
- Valeria A. Jensen
- John O. Parkes
- Michael F. Johnson
- Sherin G. Stark

### Jill Stein (független)
- Colby Jones
- Chris Murray
- Orenda Peterson
- Ridley Tidmarsh

### Republikánus Párt
- Layne Bangerter
- Caleb Lakey
- Jennifer Locke
- Melinda Smyser

## Illinois
Elektorok száma: 20

### Demokrata Párt
- Toni Preckwinkle
- Carrie Austin
- Silvana Tabares
- Jesus "Chuy" Garcia
- Pam Cullerton
- Nancy Shepardson
- Vera Davis
- William Marovitz
- Barbara Flynn Currie
- John R. Daley
- Michelle Mussman
- Lauren Beth Gash - Highland Park
- Kevin Duffy Blackburn - Joliet
- Jerry Costello - Belleville
- Carol Ammons - Urbana
- Mark Guethle - North Aurora
- Flint Taylor - McLeansboro
- John Nelson - Rockford
- Don Johnston - Rock Island.

### Republikánus Párt
- (1) Karen Hayes
- (2) Judy Diekelman
- (3) Madelyn Flaherty
- (4) Jerry Kraus
- (5) Ross Morreale
- (6) Andrew Gasser
- (7) Martin Ozinga IV
- (8) Lee Trejo
- (9) Gary Gale
- (10) Mark Shaw
- (11) Marianne DeWitt
- (12) Michael Neubert
- (13) Fred Floreth
- (14) Steve Kuhn
- (15) Mike Hall
- (16) Tom Bennett - Pontiac
- (17) Wayne Saline
- (18) Jeff Short
- (Állam szinten) John Fogarty
- (Állam szinten) Laura Jacksack

## Indiana
Elektorok száma: 11

### Demokrata Párt
- Herbert W. Brown, Nashville
- Nancy Dembowski, Knox
- Henry L. Fernandez, Indianapolis
- Jeffrey S. Fites, Brownsburg
- Vera Mileusnic, Munster
- Daniel Parker, Indianapolis
- Randy Schmidt, Fort Wayne
- Sherrianne Standley, Evansville
- Julie Voorhies, Indianapolis
- Dustin T. White, Jeffersonville
- Patricia Yount, North Vernon

### Libertárius Párt
- Rodney Clay Benker, Franklin
- Russell P. Brooksbank, Clarksville
- Donna T. Dunn, Hammond
- Joseph A. Hauptmann, Zionsville
- Lindsay Horn, Evansville
- Brad Klopfenstein, Indianapolis
- Jeremiah Nichols Morrell, New Castle
- Gregory W. Noland, Anderson
- Robert L. Place, Noblesville
- Frank A. Rossa, Greenwood
- Franklyn Voorhies, Delphi

### Republikánus Párt
- Stephanie Beckley, Jamestown
- Daniel Bortner, Bedford
- Laura Campbell, Carmel
- Jeff Cardwell, Indianapolis
- Donald L. Hayes, Jasper
- Randall Kirkpatrick, Ligonier
- Ethan E. Manning, Indianapolis
- Macy Kelly Mitchell, Indianapolis
- Edwin J. Simcox, Muncie
- Fishers Kevin Steen, Muncie
- Chuck Williams, Valparaiso

### Beírandó (Alkotmány Párt)
- Jay Brown, Indianapolis
- Joe Henzler, Indianapolis
- Michael A. Laurenzano, Monrovia
- Roger Madden, Mount Vernon
- Craig Marolf, Noblesville
- James Lewis Olen, Henryville
- James B. Post, Newburgh
- Brian Rogers, Jeffersonville
- Rick Templin, Indianapolis
- Brian Tincher, Palmyra
- Steve Walker, Evansville

### Beírandó (Zöld Párt)
- Jeff Barranco, Anderson
- Sarah Dillon, Terre Haute
- Mary Kate Dugan, Indianapolis
- Bethany Hayes, Indianapolis
- Dakota Hudelson, Bloomington
- Kermet Merl Kay, Columbus
- Kevin McCracken, Columbus
- Jay Parks, Indianapolis
- Amanda Shepherd, Indianapolis
- Abagail Stover, Indianapolis
- Riley Zipper, Bloomington

### Beírandó (Szocialista Párt)
- Walter Beck, Avon
- Isaac Eccles, Terre Haute
- Ronald Halderman, Indianapolis
- Michael B. Klingman, Richmond
- Gilbert Kuhn, Indianapolis
- Brad Lorton, McCordsville
- Richard Clark Morrow, Jr., Indianapolis
- Nancy Mutch, Indianapolis
- Joseph Samaniego, Indianapolis
- John Strinka, Carmel
- Richard A. Wolf, Elkhart

## Iowa
Elektorok száma: 6

## Kansas
Elektorok száma: 6

## Kentucky
Elektorok száma: 8

## Louisiana
Elektorok száma: 8

### Republikánus Párt
- (1) Chris Trahan[41]
- (1-helyettes) Candy Maness
- (2) Lloyd Harsh
- (2-helyettes) Jennifer Madsen
- (3) Charles Buckels
- (3-helyettes) Christian Gil
- (4) Louis Avalone
- (4-helyettes) Constance Diane Long
- (5) Kay Kellogg Katz
- (5-helyettes) Verne Breland
- (6) Lennie Rhys
- (6-helyettes) Glenda Pollard
- (Állam szinten) Garret Monti
- (Állam szinten) Scott Wilfong
- (Állam szinten-helyettes) John Batt
- (Állam szinten-helyettes) Raymond Griffin

## Maine
Elektorok száma: 4

### Demokrata Párt
- (1) Diane Denk (Kennebunk)
- (2) Betty I. Johnson (Lincolnville)
- (Állam szinten) David Bright (Dixmont)
- (Állam szinten) Same Shapiro (Winslow)

### Libertárius Párt
- (1) James Poulin (Casco)
- (2) William Sampson (Wilton)
- (Állam szinten) Brian Genthner (Augusta)
- (Állam szinten) Dawn Madore-Bourgoin (Saco)

### Független Zöld Párt
- (1) Seth Baker (Portland)
- (2) Gregory Maxwell Campbell (Whiting)
- (Állam szinten) Ben Meiklejohn (Portland)
- (Állam szinten) Asher Platts (Portland)

### Republikánus Párt
- (1) Demitroula Kouzounas (Saco)
- (2) Richard Bennett (Oxford)
- (Állam szinten) Barbara Harvey (Portland)
- (Állam szinten) Benjamin Lombard (Yarmouth)

### Beírandó (Alkotmány Párt)
- (1) Stephen H. Schran (New Gloucester)
- (2) Stephen J. Martin (Amity)
- (Állam szinten) John W. Hutchins (Sebago)
- (Állam szinten) Jennifer Gogan (Houlton)

### Cherunda Lynn Fox (független)
- (1) Rebecca M. Lee (Augusta)
- (2) Jessica Reilly (Lewiston)
- (Állam szinten) Randy Scott Boom (Lewiston)
- (Állam szinten) Shannon Lee Lynch (Lewiston)

### It's Our Children Party
- (1) Stephane R. Risher
- (2) Lisa R. Conlon - Lisbon
- (Állam szinten) Roena P. Zink (Yarmouth)
- (Állam szinten) Edward A. Zink (Yarmouth)

### Courage, Character, Service
- (1) Edmund James Ricker (Gorham)
- (2) Janis Dawn Currier (Hermon)
- (Állam szinten) Marcel Andre Chaloux Jr. (Lisbon)
- (Állam szinten) Harry W. Stred III (Waldoboro)

## Maryland
Elektorok száma: 10

### Republikánus Párt
- Diana Waterman
- Antonio Campbell
- Jane Roger
- Faith Loudon
- Catherine Grasso
- Richard Jurgena
- Loretta Shields
- Allyson McMahon
- Michael Steele
- Ellen Sauerbrey

### Demokrata Párt
- Lesley Israel
- Robert Leonard
- Lillian Holmes
- Salome Peters
- Hagner Mister
- Claudia Martin
- Courtney Watson
- Karen Britto
- Susan Ness
- Wayne Rogers

### Libertárius Párt
- Eric Blitz
- Dean Ahmad
- Matt Beers
- Robert Glaser
- Ron Kean
- Ben Krause
- Robert Johnston
- Shawn Quinn
- Stuart Simms
- Chelsey Snyder

### Zöld Párt
- Robert Edward Smith
- Julia Rice
- Michael B. Cornell
- Steven Andrew Ellis
- John Bartram Holland
- Tim Williard
- Amie Myers
- Robert Eoin Smith
- Vincent S. Tola
- Steven Lee Kramer

## Massachusetts
Elektorok száma: 11

## Michigan
Elektorok száma: 16

## Minnesota
Elektorok száma: 10

### Republikánus Párt
- Paul Wendorff[44]
- Charlie Strickland
- Carol Stevenson
- Dave Thompson
- Linda Presthus
- Christine Jacobson
- Luke Wendt
- George “Judd” Mowry
- Barb Chervestad
- Mike Cummins

### Democratic-Farmer-Labor Party
- Fred Knudson
- Roger Gehrke
- Marge Hoffa
- Raymond Hess
- Muhammed Abdurrahman
- Betsy O’Berry
- Mike Wammer
- Mary Murphy
- Jules Goldstein
- Sherrie Pugh

## Mississippi
Elektorok száma: 6

## Missouri
Elektorok száma: 10

### Republikánus Párt
- Tim Dreste (1st)[45]
- Jan DeWeese (2nd)
- Hector Maldonado (3rd)
- Sherry Kuttenkuler (4th)
- Casey Crawford (5th)
- Tom Brown (6th)
- Cherry Warren (7th)
- Scott Clark (8th)

## Montana
Elektorok száma: 3

### American Delta Party
- Constance Clark
- Kari Maness
- Mary Kay DeMers
- Gayle G. Astore (helyettes)
- Bernell Bell (helyettes)
- Kamron Anderson (helyettes)

### Demokrata Párt
- Jim Larson
- Jorge Quintana
- Jacquie Helt
- Nancy Keenan (helyettes)
- Trent Bolger (helyettes)
- Allison Dale-Riddle (helyettes)

### Zöld Párt
- Jeffery Ryan Moore
- Danielle Jeane Breck
- Thomas Lee Breck
- Raven Diane Wilson (helyettes)
- Tommy Standlee (helyettes)
- Antonio Morsette (helyettes)

### Libertárius Párt
- Mike Fellows
- Michael J. Shoenike
- Roger Roots
- David Merrick (helyettes)
- Michael Fucci (helyettes)
- Leona Merrick (helyettes)

### Republikánus Párt
- Thelma Baker
- Nancy Ballance
- Dennis Scranton
- Vondene Kopetski (helyettes)
- Becky Stockton (helyettes)
- Thomas Tuck (helyettes)

## Nebraska
Elektorok száma: 5

## Nevada
Elektorok száma: 6

## New Hampshire
Elektorok száma: 4

## New Jersey
Elektorok száma: 14

### Demokrata Párt
- Alaa R. Abdelaziz - Paterson[47]
- Tahsina Ahmed - Haledon
- Anthony Cureton - Englewood
- Lizette Delgado-Polanco - Ewing
- Edward Farmer - Piscataway
- Christopher D. James - East Orange
- Leroy J. Jones Jr. - East Orange
- Retha R. Onitiri - Clarksburg
- Marlene Prieto - Secaucus
- Ronald G. Rios - Carteret
- Hetty M. Rosenstein - South Orange
- Kelly Steward Maer - Manaquan
- Mary Ann Wardlow - Lawnside
- Heriberta Loretta Winters - Williamstown

### Republikánus Párt
- Jose Arango[48]
- Wilbur J. Christie
- Melanie Collins
- George Gilmore
- Donald Katz
- Michael Mulligan
- Gert Novin
- Stephanie Pierce
- Lisa Richford
- Jerry Scanlan
- Darlene Shotmeyer
- Douglas Steinhardt
- Richard Strobel
- Kelly Yaede

## Új-Mexikó
Elektorok száma: 5

## New York
Elektorok száma: 29

### Demokrata Párt
- William J. Clinton
- Andrew M. Cuomo
- Kathy C. Hochul
- Thomas P. DiNapoli
- Eric T. Schneiderman
- Carl E. Heastie
- Andrea Stewart-Cousins
- Bill de Blasio
- Letitia A. James
- Scott M. Stringer
- Melissa Mark-Viverito
- Byron W. Brown
- Christine C. Quinn
- Basil A. Smikle, Jr.
- Melissa Sklarz
- Mario F. Cilento
- Rhonda Weingarten
- George K. Gresham
- Daniel F. Donohue
- Stuart H. Appelbaum
- Gary S. LaBarbera
- Lovely A. Warren
- Stephanie A. Miner
- Katherine M. Sheehan
- Anastasia M. Somoza
- Sandra Ung
- Ruben Diaz, Jr.
- Hazel L. Ingram
- Rachel D. Gold

### Republikánus Párt
- Adrian H. Anderson
- John Burnett
- Guy T. Parisi
- Edward F. Cox
- Thomas V. Dadey, Jr.
- John J. Flanagan
- Brian M. Kolb
- Charles P. Joyce
- Peter Kalikow
- Sandra King
- Nicholas A. Langworthy
- John Jay LaValle
- Gary J. Lavine
- Stephen Louro
- Adele Malpass
- Susan E. McNeil
- Joseph N. Mondello
- Edward F. Morgan
- Carl P. Paladino
- William Reilich
- Todd Rouse
- Jennifer Saul Rich
- Raymond Scollin
- Meilin Tan
- Donald J. Trump, Jr.
- Gerard Kassar
- Shaun Marie Levine
- Howard Lim, Jr.
- Rodney J. Strange

### Konzervatív Párt
- Adrian H. Anderson
- John Burnett
- Edward F. Cox
- Thomas A. Dadey
- John J. Flanagan
- Charles P. Joyce
- Peter Kalikow
- Gerard Kassar
- Sandra King
- Brian M. Kolb
- Nicholas A. Langworthy
- John Jay LaValle
- Gary J. Lavine
- Shaun Marie Levine
- Howard Lim, Jr.
- Stephen Louro
- Adele Malpass
- Susan E. McNeil
- Joseph N. Mondello
- Edward F. Morgan
- Carl P. Paladino
- Guy T. Parisi
- William Reilich
- Todd Rouse
- Jennifer Saul Rich
- Raymond Scollin
- Rodney J. Strange
- Meilin Tan
- Donald J. Trump, Jr.

### Zöld Párt
- Cassie Wilson
- Eric Jones
- Nancy Morelle
- Daniella Liebling
- Joshua Feintuch
- Michael D. Emperor
- Craig A. Seeman
- Jennifer R. White
- James C. Lane
- Marianne Schwab
- Rochelle Dorfman
- James R. Brown, III
- Christine S. Schmidt
- Gail B. Brown
- Julia Willebrand
- Joanne Landy
- Claudia Flanagan
- Martha Kessler
- Christopher Archer
- James McCabe
- Gil Obler
- John Baldwin
- Howie Hawkins
- Mary House
- Frank Cetera
- Darin Robbins
- Peter Lavenia
- Theresa Portelli
- Delbert Gregory

### Working Families Party
- William J. Clinton
- Andrew M. Cuomo
- Kathy C. Hochul
- Thomas P. DiNapoli
- Eric T. Schneiderman
- Carl E. Heastie
- Andrea Stewart-Cousins
- Bill de Blasio
- Letitia A. James
- Scott M. Stringer
- Melissa Mark-Viverito
- Byron W. Brown
- Christine C. Quinn
- Basil A. Smikle, Jr.
- Melissa Sklarz
- Mario F. Cilento
- Rhonda Weingarten
- George K. Gresham
- Daniel F. Donohue
- Stuart H. Appelbaum
- Gary S. LaBarbera
- Lovely A. Warren
- Stephanie A. Miner
- Katherine M. Sheehan
- Anastasia M. Somoza
- Sandra Ung
- Ruben Diaz, Jr.
- Hazel L. Ingram
- Rachel D. Gold

### Függetlenség Párt
- Frank M. MacKay
- Kristin A. MacKay
- William Bogardt
- Robert G. Pilnick
- Thomas S. Connolly, Jr.
- Paul Caputo
- Valerie Caputo
- Stephen P. Corryn
- Joseph L. Baruth, Sr.
- Lee A. Kolesnikoff
- Thomas R. Hatfield
- Teresa Bogardt
- Thomas A. Connolly
- Dennis R. Zack
- Susan L. McGuire
- Richard Belando
- Maryellen Belando
- Debra Burns
- Michael Amo
- Niki Lee Rowe
- John B. MacKay
- Scott R. Major
- Robert J. Bogardt
- Anna C. Bogardt
- Barbara Pilnick
- Edward G. Miller
- Joanne Foresta
- Avarham Gvili
- Michael Zumblusks

### Women's Equality Party
- William J. Clinton
- Andrew M. Cuomo
- Kathy C. Hochul
- Thomas P. DiNapoli
- Eric T. Schneiderman
- Carl E. Heastie
- Andrea Stewart-Cousins
- Bill de Blasio
- Letitia A. James
- Scott M. Stringer
- Melissa Mark-Viverito
- Byron W. Brown
- Christine C. Quinn
- Basil A. Smikle, Jr.
- Melissa Sklarz
- Mario F. Cilento
- Rhonda Weingarten
- George K. Gresham
- Daniel F. Donohue
- Stuart H. Appelbaum
- Gary S. LaBarbera
- Lovely A. Warren
- Stephanie A. Miner
- Katherine M. Sheehan
- Anastasia M. Somoza
- Sandra Ung
- Ruben Diaz, Jr.
- Hazel L. Ingram
- Rachel D. Gold

### Libertárius Párt
- Mark N. Axinn
- Jeffrey T. Russell
- Richard A. Cooper
- Roger J. Cooper
- Pamela Connolly Tangredi
- John Clifton
- Steven G.T. Becker
- Shawna L. Cole
- Hesham El-Meligy
- Mark E. Glogowski
- Andrew Martin Kolstee
- William P. McMillen
- Gary S. Popkin
- Andrew Rogers
- Robert N. Power, III
- Alton Yee
- Robert E. Schuon, Jr.
- Brian Waddell
- Christian Padgett
- Kevin Wilson
- Erik Bell
- Harold W. Barnett, Jr.
- Arthur Rosen
- Edward Garrett
- Shawn Hannon
- Matthew Mahler
- Charles Millar
- Mark Potwora
- James Rosenbeck

## Észak-Karolina
Elektorok száma: 15

## Észak-Dakota
Elektorok száma: 3

## Ohio
Elektorok száma: 18

## Oklahoma
Elektorok száma: 7

### Republikánus Párt
- David Oldham
- Teresa Lyn Turner
- Mark Thomas
- Bobby Cleveland
- Lauree Elizabeth Marshall
- Charles W. Potts
- George W. Wiland, Jr.

### Libertárius Párt
- Erin Adams
- Mikel Dillon
- Joel Britt Dixon
- Rex L. Lawhorn
- Ephraim Zachary Knight
- Craig A. Dawkins
- Mark D. DeShazo

### Demokrata Párt
- Marq Lewis
- Bill John Baker
- Mark Hammons
- Betty McElderry
- Drew Edmondson
- Jeannie McDaniel
- Rhonda Walters

## Oregon
Elektorok száma: 7

### Pacific Zöld Párt
- Alan Zundal - Eugene[51]
- Seth A. Wooley - Portland
- Blair Bobier - Philomath
- Vernon Huffman - Corvallis
- Charles R. Neslin - Corvallis
- Susan M. Aufderheide - Ashland
- Scott Green - Newberg

### Libertárius Párt
- Amanda Vondras - Corvallis[52]
- Robert M. Rowe, Jr. - Salem
- Caitlin Mitchel-Markley - Hillsboro
- Scott Schrimshaw - Hood River
- Heather Ricks - Gresham
- Kyle Markley - Hillsboro
- Lars D. H. Hedbor - Aloha

### Republikánus Párt
- Jacob D. Daniels - Creswell[53]
- Jo Rae Perkins - Albany
- Jeffery A. Grossman - Tualatin
- Kevin Hoar - Portland
- Michael E. Earley - Mulino
- Vicki Olson - West Linn
- Tyler Smith - Canby

### Demokrata Párt
- Frank James Dixon - Portland[54]
- Karen A. Packer - Newberg
- Austin Folnagy - Klamath Falls
- Leon H. Coleman - Aloha
- Harry W. "Sam" Sappington III - Albany
- Timothy Norman Powers Rowan - Portland
- Laura Gillpatrick - Eugene

## Pennsylvania
Elektorok száma: 20

## Rhode Island
Elektorok száma: 4

## Dél-Karolina
Elektorok száma: 9
- Glenn McCall
- Matt Moore
- Terry Hardesty
- Jim Ulmer
- Brenda Bedenbaugh
- Bill Conley
- Shery Smith
- Moye Graham
- Jerry Rovner

## Dél-Dakota
Elektorok száma: 3

### Republikánus Párt
- Marty Jackley[55]
- Dennis Daugaard
- Matt Michels

## Tennessee
Elektorok száma: 11
- Beth Scott Clayton Amos
- Joey Jacobs of Brentwood
- 1: Jason Mumpower (Bristol)
- 2: Susan Mills (Maryville)
- 3: Liz Holiway (Harriman)
- 4: Lynne Davis (Lascassas)
- 5: Tom Lawless (Nashville)
- 6: Mike Callahan (Monterey)
- 7: Pat Allen (Clarksville)
- 8: Shannon Haynes (Alamo)
- 9: Drew Daniel (Memphis)

## Texas
Elektorok száma: 38

### Republikánus Párt
- Marty Rhymes[56]
- Thomas Moon
- Carol Sewell
- John Harper
- Sherrill Lenz
- Nicholas Ciggelakis
- Will Hickman
- Landon Estay
- Rex Lamb
- Rosemary Edwards
- Matt Stringer
- Shellie Surles
- Melissa Kalka
- Sandra Cararas
- David Thackston
- Robert Bruce
- Margie Forster
- Scott Mann
- Marian K. Stanko
- Tina Gibson
- Ken Muenzter
- Alexander Kim
- Virginia Abel
- John Dillard
- Tom Knight
- Marian Knowlton
- Rex Teter
- Stephen Suprun Jr.
- Jon Jewett
- Susan Fischer
- Lauren Byers
- William Greene
- Mary Lou Erben
- Arthur Sisneros

### Demokrata Párt
- (1) Vikas Verma - Gregg[57]
- (2) Theresa Daniel - Dallas
- (3) Ron Chapman - Henderson
- (4) Gilbert Adams - Jefferson
- (5) Shelia Patrick - Williamson
- (6) Kevin Hoffman - Harris
- (7) Jesse A. Ybanez - Harris
- (8) Sharon Hirsch - Collin
- (9) Robert Lackey - Dallas
- (10) Elizabeth Tarrant - Tarrant
- (10) Harriet Irby - Tarrant
- (11) Don Hill - Harris
- (12) (Vacant)
- (13) Don Fears - Harris
- (13) Rhonda Belt Rhea - Harris
- (14) Garry Brown - Travis
- (14) Joseph Guerrero - Bastrop
- (15) Shelley Kennedy - Harris
- (15) Etta M. Crockett - Harris
- (16) Joy Parks (Cordell Rasco) - Dallas
- (16) Zack Rudner - Dallas
- (17) Ronald B. Rea - Harris
- (18) Ron Reyna - Victoria
- (19) Coudalupe Lopez - Bexar
- (20) Carolyn Moon - Nueces
- (21) Savanna McDonald - Hays
- (22) Monty Miller - Johnson
- (23) Eli Davis - Dallas
- (23) Minica Acosta-Zamora - Dallas
- (24) Laura Allen - Bell
- (25) Andres Lopez - Bexar
- (26) Lorene M. Juarez - Bexar
- (27) Erin Pena - Hidalgo
- (28) Crystal Harris - Lubbock
- (29) Norma Chavez - El Paso
- (30) Tracy A. Smith - Wise
- (31) Eddie Montoya - Ector

## Utah
Elektorok száma: 6

### Alyson Kennedy (független)
- Karen M Zalesskiy Stockert
- John P. Langford
- Christopher D Horner
- Elvena E. Brady
- Patricia Barker
- Peter Brandli

### Alkotmány Párt
- Adam Toone
- Valerie Fauver
- Brian Knox
- Cassie Easley
- Dwayne A Vance
- Bauni Nilson
- Jeff T. Orme (helyettes)
- Reed A. Miller (helyettes)

### Demokrata Párt
- Peter Corroon
- Breanne Miller
- Charles Stormont
- Jenny Wilson
- Patrice Arent
- Lauren Littlefield

### Evan McMullin (független)
- Brian Derk Henderson
- Peter Simmons Watkins
- Christopher Marc Kirkland
- Melanie Weeks Kirkland
- Becky Rasmussen
- Reed Willis Farnsworth
- Jonathan Hales Hoagland (helyettes)
- Miles Lewis Gillette (helyettes)

### Amerikai Független Párt
- Nihla Judd
- Patricia Kent
- Jared Kenneth Beck
- Michael IsBell
- Hal Massey
- Gregory C Duerden

### Libertárius Párt
- J. Robert Latham
- David Raine
- Denise Cox
- Chris Sanders
- Caryn Terres
- Kevin Bryan

### Republikánus Párt
- Cherilyn Eagar
- Kris Kimball
- Jeremy Jenkins
- Peter Greathouse
- Chia-Chi Teng
- Richard Snelgrove

### Rocky De La Fuente (független)
- Timothy Bath
- Shae Bath
- Alexander Bath
- Tami Hess

## Vermont
Elektorok száma: 3

## Virginia
Elektorok száma: 13

### Demokrata Párt
- Bethany J. Rowland - Chesapeake[60]
- Debra Stevens Fitzgearld - Harrisonburg
- James Harold Allen Boyd - Culpepper
- Jasper L. Hendricks, III - Pamplin
- Jeanette C. Sarver - Dublin
- K. James O'Connor, Jr. - Manassas
- Kathy Steward Shupe - Sterling
- Keith A. Scarborough - Woodbridge
- Lashrecse D. Aird - Petersburg
- Susan Johnson Rowland - Chesapeake
- Terry C. Frye - Bristol
- Virginia L. Peters - Alexandria
- Vivian J. Paige - Norfolk

### Republikánus Párt
- Alan John Cobb - Falls Church[61]
- Anne Taetzsch Fitzgerald - Stannton
- Cynthia Marie Miller (Byler) - Virginia Beach
- Donald L. Boswell - Glen Allen
- Erich D. Reimer - Charlottesville
- George William Thomas, Jr. - Richmond
- Henry Michael Ziegenfuss - Norfolk
- James G. Huber - Leesburg
- John V. Rainero - Bristol
- Laurie K. Tryfiates - Fredericksburg
- Lynna A. Tucker - Richmond
- Samuel A. Howe - Lynchburg
- Sean M. Spicer - Alexandria

### Zöld Párt
- Audrey R. Clement - Arlington[62]
- Becker Sidney Smith - Pamplin
- Clifford Barry Anderson - Radford
- Daniel A. Metranx - Staunton
- Edmund E. Dowe II - Virginia Beach
- Gerald L. Anderson - Fredericksburg
- Jana Lee Cutlip - Charlottesville
- Jeffery B. Staples - Chesapeake
- Kirit Mookerjee - Washington, DC
- Patrick O. Hopkins - Herndon
- Richard D. Johnston - Louisa
- Ryan R. Ruff - Portsmouth
- William Michael Lupinacci - Oakton

### Libertárius Párt
- Alvin Scott Bandy[63]
- Brian A. Hiner - Roanoke
- Constance Hannigan-Franck - Broadlands
- David W. Saum - Falls Church
- Donna L. Grebas - Chesterfield
- Gregory Ivan Lloyd - North Chesterfield
- James J. St. John - Norfolk
- James W. Lark, III - Free Union
- Juanita A. Walton Billings - Fredericksburg
- M. Anne Panella - Pembroke
- Robert F. Shuford, Jr. - Hampton
- Sanford Brotman - Fairfax
- William B. Redpath - Leesburg

### Elector slate for Evan McMullin
- Andrew Hemby - Henrico[64]
- Annie H. Pratt - Gainesville
- Bruce M. Andrew - Fredericksburg
- Daniel Martin Eaton - Charlottesville
- Deborah Kathryn Strader - Newport News
- Jonathan C. Morris - Norfolk
- Joseph R. Mayes - Chester
- Kelsey C. Carreon - Clifton
- Matthew Phillip LaPointe - Falls Church
- Monica G. Shafer - Smithfield
- Nanette M. Gagnon - Woodstock
- Steven D. Bridges - Marion
- Wilson R. Doge, Jr. - Burke

## Washington
Elektorok száma: 12

### Demokrata Párt Elektorok száma
- Elizabeth Caldwell
- Dan Carpita
- Peter Chiafalo - Kijelentette, hogy akkor se szavaz Clintonra, ha ő nyer.
- Levi Guerra
- Eric Herde
- Joshua Ivey
- Esther John
- Julie Johnson
- Varisha Khan
- Chris Porter
- Robert Satiacum, Jr. - Kijelentette, hogy akkor se szavaz Clintonra, ha ő nyer.
- Phillip Tyler

## Nyugat-Virginia
Elektorok száma: 5
Demokrata Párt
- John Cooper
- Nancy Guthrie
- William Wasson
- Last name: Matthews
- Last name: Irvin or Irving

Republikánus Párt
- Ron Foster
- Patrick Morrissey
- Ann Urling
- Mac Warner

## Wisconsin
Elektorok száma: 10

### Republikánus Párt
- (1) Kim Travis - Williams Bay
- (2) Kim Babler - Madison
- (3) Brian Westrate - Fall Creek
- (4) Brad Courtney - Whitefish Bay
- (5) Kathy Kiernan - Richfield
- (6) Dan Feyen - Fond du Lac
- (7) Jim Miller - Hayward
- (8) Bill Berglund - Sturgeon Bay
- (Állam szinten) Steve King - Janesville
- (Állam szinten) Mary Buestrin - River Halls

### Demokrata Párt
- (1) Randy Bryce
- (2) Gretchen Lowe
- (3) Ryan Greendeer
- (4) Martha Love
- (5) Khary Penebaker
- (6) John W. Miller
- (7) Michael Childers
- (8) Mary Ginnebaugh
- (Állam szinten) Martha Laning
- (Állam szinten) Julilly Kohler

### Libertárius Párt
- (1) Jason Lebeck - Janesville
- (2) Patrich Baird - Madison
- (3) Todd Daniel Welch - Fall Creek
- (4) Andy Craig - Milwaukee
- (5) Jeff Kortsch - Oconomowoc
- (6) Brian Defferding - Neenah
- (7) Jim Maas - Wausau
- (8) Kevin Winterstein - Pound
- (Állam szinten) Joseph Kexel - Kenosha
- (Állam szinten) Phillip Anderson - Madison

### Alkotmány Párt
- (1) Nigel Brown - Janesville
- (2) Dino Bohlman - Eden
- (3) Lorraine Rose Decker - LaCrosse
- (4) Colin L. Hudson - Milwaukee
- (5) William Hemenway - Waukesha
- (6) Robert E. DesJaskis - Mishet
- (7) Larry A. Oftedahl - Barron
- (8) Mark H. Gabriel - Appleton
- (Állam szinten) Michelle J. Gabriel - Appleton
- (Állam szinten) Jerry Broitzman - Milwaukee

### Wisconsin Zöld Párt
- (1) Shanon L. Page - Kensosha
- (2) Nelson Z. Eisman - Madison
- (3) Michael J. White - Mindoro
- (4) Tiffany Anderson - Greenfield
- (5) Mike McCallister - West Allis
- (6) Jeff Reese - Fond du Lac
- (7) Lawrence E. Dale - Eagle River
- (8) Wendy L. Gribben - Wausaukee
- (Állam szinten) Cynthia S. Stimmler - Dresser
- (Állam szinten) Angel M. Aker - Kenosha

## Wyoming
Elektorok száma: 3

### Alkotmány Párt
- Matt Freeman, Laramie County
- Joe Michaels, Platte County
- Jeff Haggit, Uinta County

### Demokrata Párt
- Chris Rothfuss, Laramie
- Mary Throne, Cheyenne
- Jim Byrd, Cheyenne

### Libertárius Párt
- Dee Cozzens, Cheyenne
- Kit Carson, Cheyenne
- Larry Struempf, Laramie

### Republikánus Párt
- Bonnie Foster
- Teresa Richards
- Karl Allred

### Jill Stein elektorai
- Harmony Kunzler, Cody
- Matthew Link, Cheyenne
- Hailey Redden, Green River

### Rocky De La Fuente (független)
- Judith Larsen, Cheyenne
- Dorothy Latham, Cheyenne, Wheatland
- Rodney Smith, Cheyenne